# Pedro Roldán

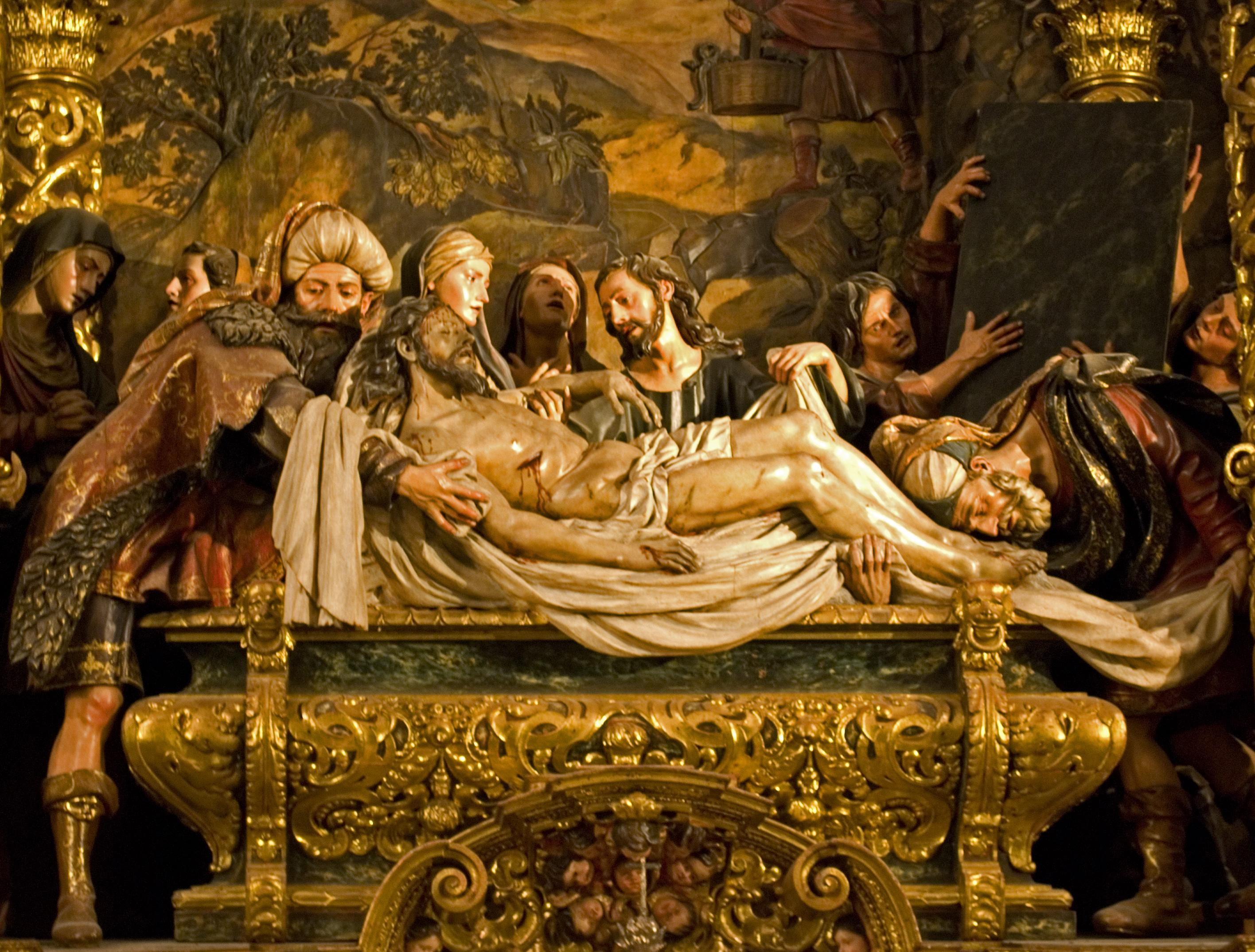
Enterro de Cristo
Hospital de la Caridad (Sevilha)

Pedro Roldán (Antequera, 14 de janeiro de 1624 – 3 de agosto de 1700) foi um escultor e pintor espanhol. 
Em Granada, foi aprendiz no estúdio de Alonso de Mena. Em 1646, deixou Granada para instalar-se em Sevilha, onde desenvolveu sua carreira. Ele foi pai da escultora Luisa Roldán.